# Nissan Bluebird Sylphy
Nissan Bluebird Sylphy – kompaktowy samochód osobowy produkowany przez japońską firmę Nissan od roku 2000. Nazwa modelu ma na celu kontynuowanie rodziny Nissana Bluebirda, tradycyjnego rywala dla Toyoty Corony.
Pierwsza generacja modelu (G10) oparta została na Nissanie Pulsar G16. Był to 4-drzwiowy sedan, wyposażony nieco lepiej od pierwowzoru. Wyróżniała go m.in. chromowana atrapa chłodnicy. Do napędu służyły silniki R4: 1.5, 1.6, 1.8 oraz 2.0. Moment obrotowy przenoszony był na oś przednią (w 1.8 na obie osie) poprzez 5-biegową manualną skrzynię biegów, dostępny był także 4-biegowy automat. W 2004 samochód przeszedł facelifting.
Druga generacja (G11) została wprowadzona do sprzedaży w 2006 roku. Konstrukcyjnie oparto ją na płycie podłogowej Nissan B-platform. Do napędu posłużyły silniki R4: 1.5, 1.6 oraz 2.0. Nabywca może wybrać 4-biegową skrzynię automatyczną bądź bezstopniową CVT.

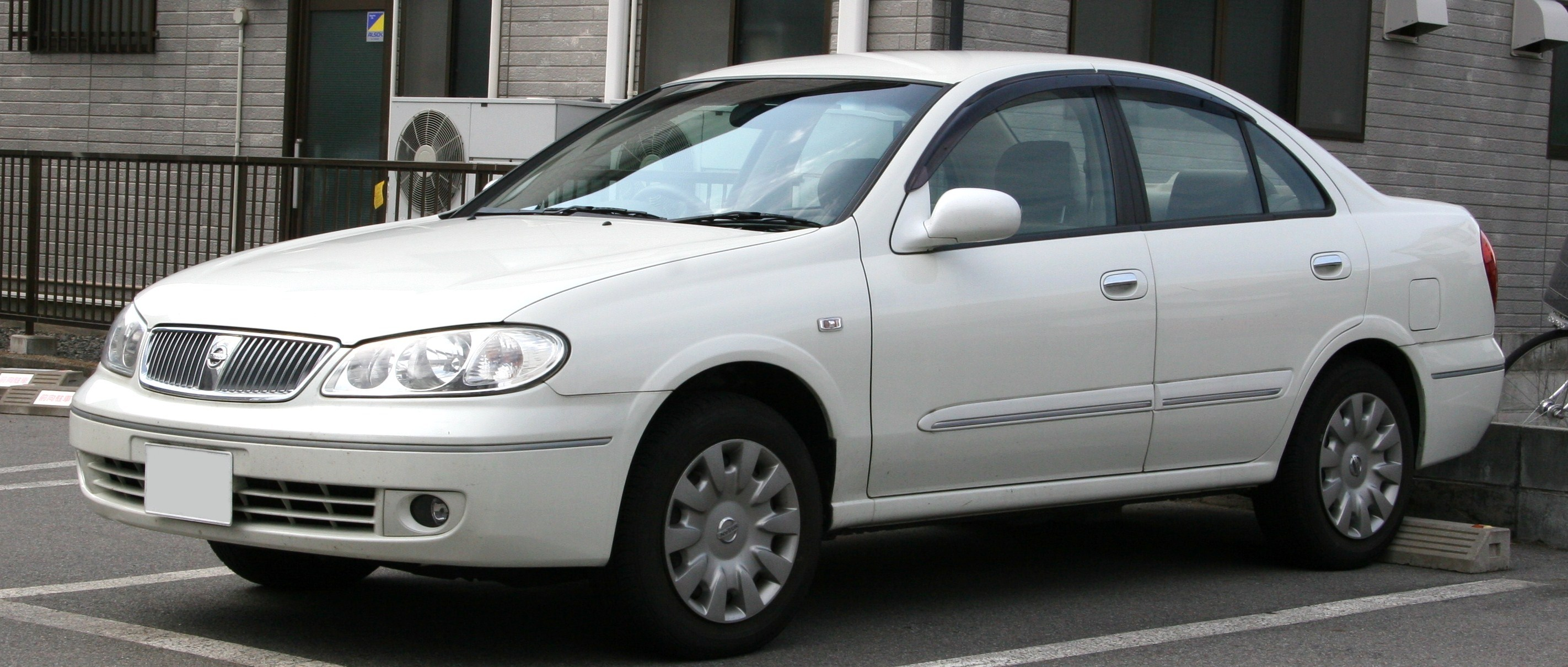
'03 Bluebird Sylphy
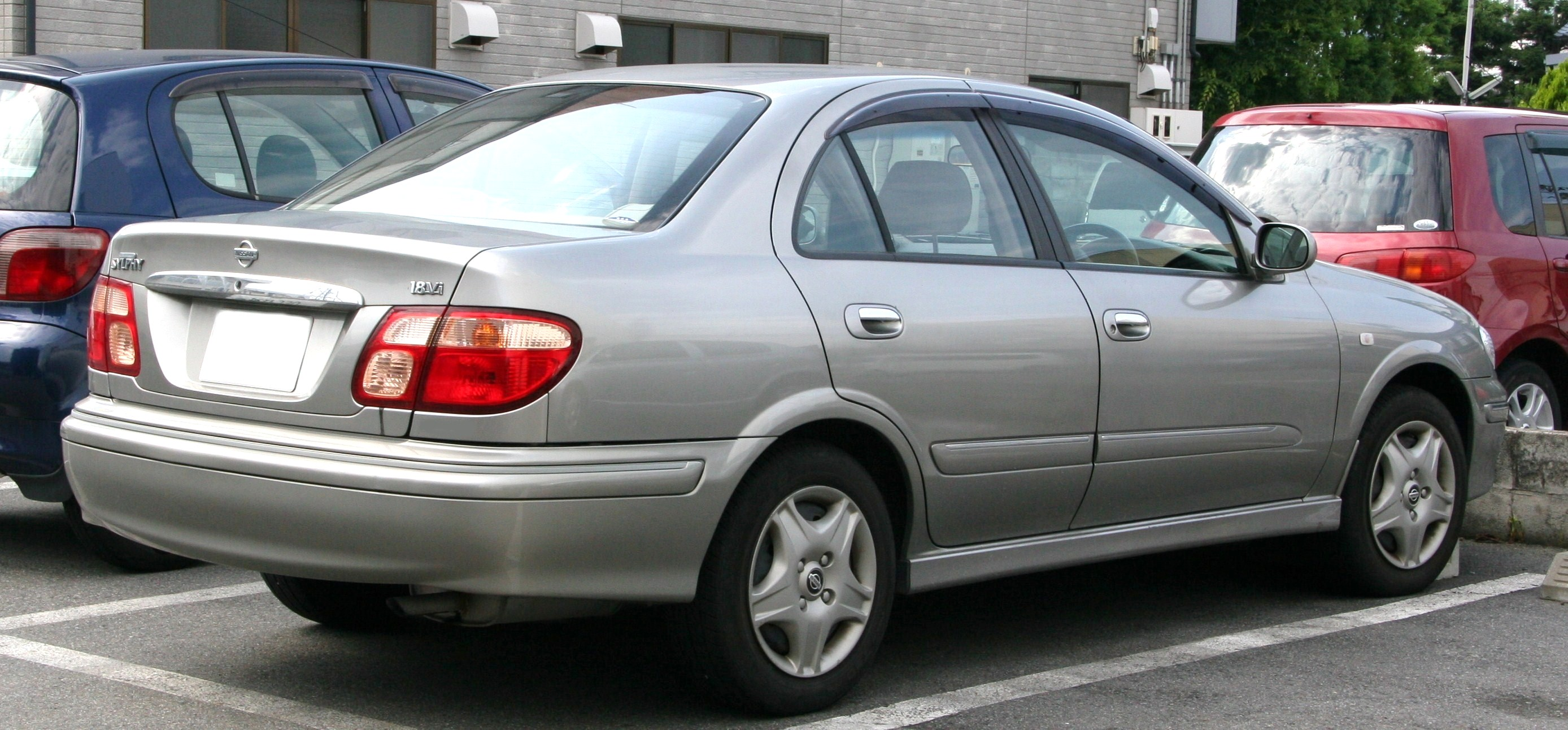
'00-'03 Bluebird Sylphy
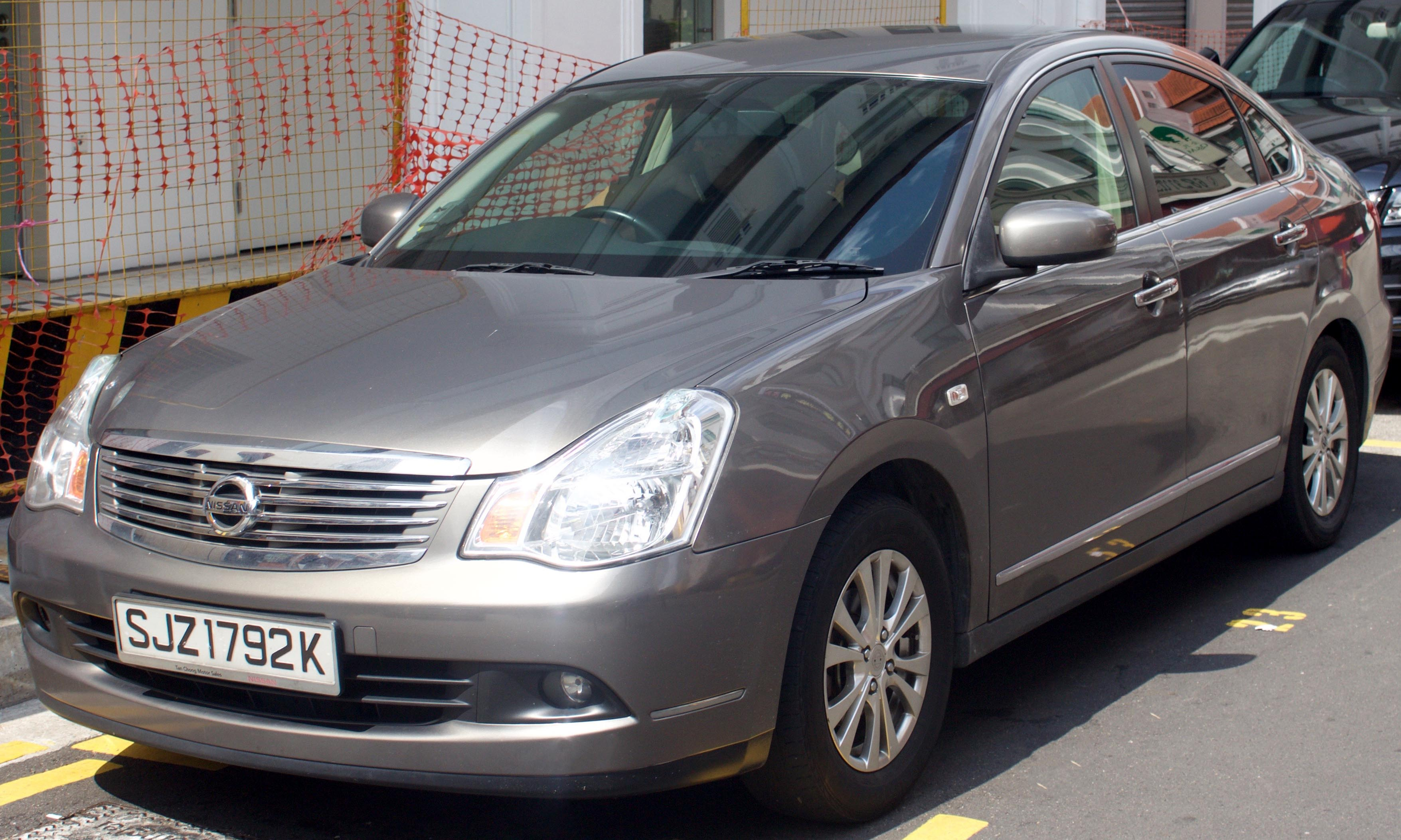
G11 Sylphy
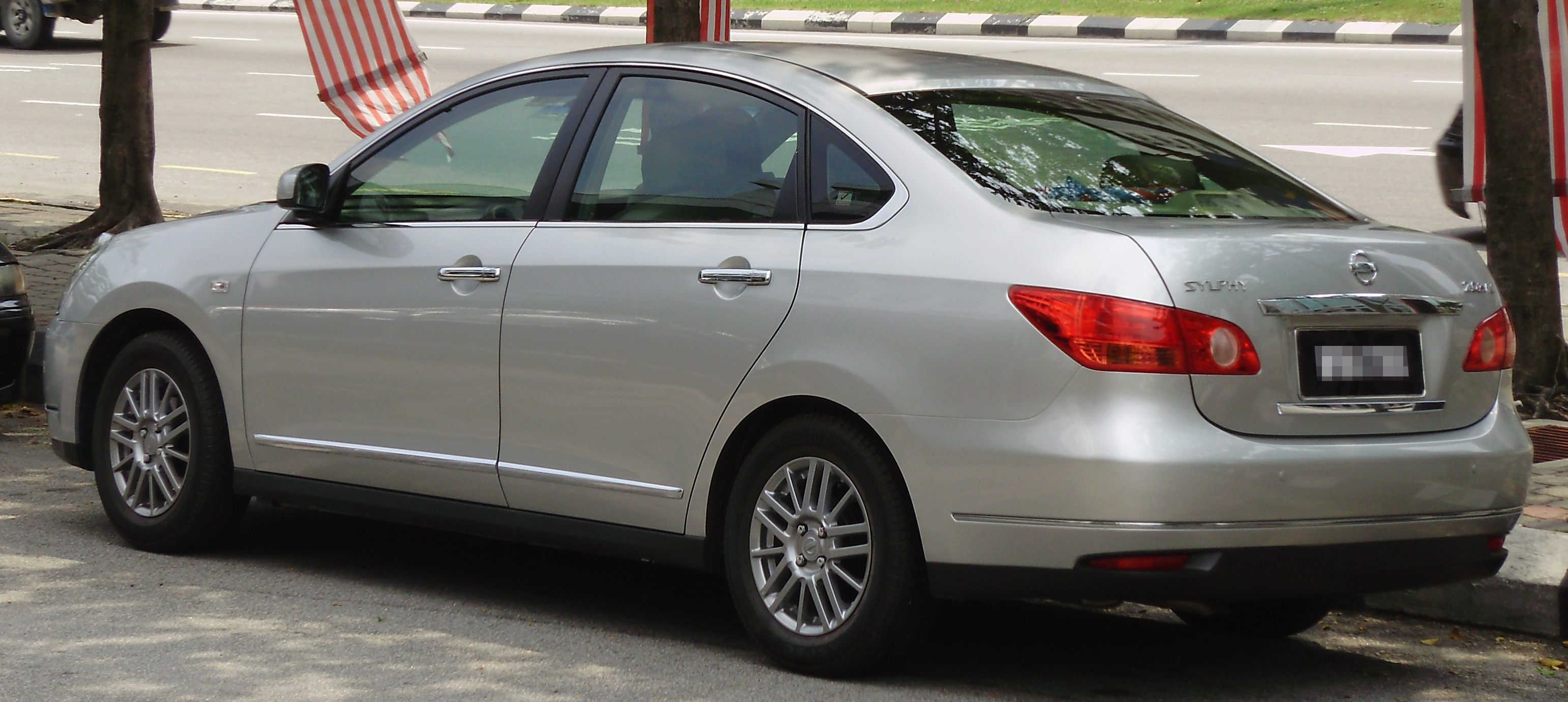
G11 Sylphy

## Dane techniczne
| Wersja                   | Silnik:                   | Układ zasilania:         | Średnica × skok tłoka:   | St. sprężania:           | Moc maksymalna:                    | Maks. moment obrotowy      |
| Silniki benzynowe (G10): | Silniki benzynowe (G10):  | Silniki benzynowe (G10): | Silniki benzynowe (G10): | Silniki benzynowe (G10): | Silniki benzynowe (G10):           | Silniki benzynowe (G10):   |
| ------------------------ | ------------------------- | ------------------------ | ------------------------ | ------------------------ | ---------------------------------- | -------------------------- |
| 1.5i                     | R4 1,5 l (1497 cm³), DOHC | wtrysk                   | 73,60 mm × 88,00 mm      | 9,9:1                    | 105 KM (77 kW) przy 6000 obr./min  | 135 N•m przy 4400 obr./min |
| 1.8Vi                    | R4 1,8 l (1769 cm³), DOHC | wtrysk                   | 80,00 mm × 88,00 mm      | 9,5:1                    | 120 KM (88 kW) przy 5600 obr./min  | 163 N•m przy 4400 obr./min |
| 2.0XJ                    | R4 2,0 l (1998 cm³), DOHC | wtrysk bezpośredni       | 89,00 mm × 80,30 mm      | 10,5:1                   | 150 KM (110 kW) przy 6000 obr./min | 200 N•m przy 4400 obr./min |